# Michael Strasser (Extremsportler)
Michael Strasser (* 16. April 1983 in Mödling, Niederösterreich) ist ein österreichischer Extremsportler. Seine Laufbahn als Leistungssportler begann er als Triathlet, größere Bekanntheit erlangte er jedoch als Langstreckenradfahrer. Auf dem Rennrad durchquerte er Russland (Race Across Russia), Afrika (Cairo2Cape) und Amerika (Ice2Ice) jeweils in Weltrekordzeit.

## Biografie
Michael Strasser wuchs in Trautmannsdorf an der Leitha auf. 2014 schloss er an der Technischen Universität Wien ein Studium der Architektur ab und ist seither Dissertant. Neben seinen sportlichen Extremprojekten betätigt sich Strasser als Kursleiter am Sportinstitut der Universität Wien. Außerdem ist er staatlich geprüfter Instruktor für Triathlon und Wettkampf-Skibergsteigen sowie Radsporttrainer und Mountainbike-Guide.
Er ist nicht mit dem gleichaltrigen Extremradfahrer Christoph Strasser verwandt.

### Triathlon und erste Projekte
Strasser begann in seinen Zwanzigern mit dem Triathlon-Sport. 2011 konnte er in Podersdorf mit Rang vier bei den Staatsmeisterschaften über die Langdistanz erstmals reüssieren. In den folgenden Jahren gewann er unter anderem zweimal den Austria Extreme Triathlon, der sich vor allem im extremen Höhenunterschied (5800 Hm) von gewöhnlichen Ironman-Bewerben unterscheidet. Eine Ausnahmeleistung im Skibergsteigen gelang ihm am 15. März 2012, als er am Stuhleck innerhalb von 22 Stunden und zwei Minuten mehr als 8848 Hm zurücklegte. Beim Projekt 8848 – Nonstop auf den Everest legte er insgesamt 97 km zurück und egalisierte mit dem Höhenunterschied die Bestmarke zweier Tiroler, verzichtete im Gegensatz zu diesen jedoch auf ein Serviceteam oder technische Transporthilfen.
Im August 2013 durchquerte Strasser gemeinsam mit drei anderen Radsportlern die Russische Föderation von Moskau nach Wladiwostok (Race Across Russia). Für die 9208 km benötigte das Team unter der Führung von Andreas Sachs 13 Tage und knapp 3 Stunden, womit ihm ein neuer Weltrekord glückte. Begleitet wurde die Mannschaft von fünf Fahrzeugen mit 16 Helfern inklusive Dolmetschern. Die Fernsehsender Russia Today und NTW Plus berichteten ebenso wie lokale Zeitungen mehrmals über die Vierermannschaft. Städte im europäischen Teil Russlands wurden teilweise mit Polizeibegleitung durchfahren.

### Cairo2Cape bzw. Coast2Coast
Sein erstes großes Solo-Radprojekt verwirklichte Michael Strasser im Frühjahr 2016. In 34 Tagen und elf Stunden durchquerte er den afrikanischen Kontinent auf einer Strecke von 10.665 km von Kairo nach Kapstadt. Damit unterbot er sowohl den 2015 aufgestellten Solorekord des Schotten Mark Beaumont (41 Tage, 10 Std.) als auch den Mannschaftsrekord aus demselben Jahr (37,5 Tage). Ebenso setzte er in 36 Tagen die erste Bestmarke für die 10.940 km und 66.000 Hm umfassende Strecke zwischen Alexandria (Mittelmeer) und Kap der Guten Hoffnung (Indischer Ozean), die ihn durch neun Länder führte. Als besondere Eindrücke beschrieb er die Armut – die Mannschaft wurde oft für eine Hilfsorganisation gehalten – und die Begegnung mit Wildtieren. Täglich verbrachte er bis zu 18 Stunden im Sattel und maximal fünf Stunden mit Schlafen. Strasser sammelte mit dem Projekt Spenden für seinen gemeinnützigen Verein Racing4Charity.
Interessenten konnten einzelne Streckenabschnitte „erwerben“ und auf diese Weise ein Live-Tracking verfolgen.
Im Anschluss an seine Rekordleistung war Strasser in der Fernsehsendung Kaum zu glauben! des NDR zu Gast.

### Ice2Ice
Nach längerer Akklimatisation in Alaska startete Strasser am 23. Juli 2018 seine bisher größte Unternehmung, die Durchquerung Amerikas von Nord nach Süd. Dem Unterfangen mit knapp 23.000 km – die bisher längste durchgeführte Landdurchquerung der Erde – und 168.000 Hm waren zwei Jahre Planung vorausgegangen. Ziel war es, den im Mai 2018 vom Briten Dean Scott aufgestellten Weltrekord (99 Tage und 13 Stunden) zu unterbieten. Am 16. Oktober erreichte der Niederösterreicher nach 84 Tagen und knapp 12 Stunden das Ziel in Feuerland und unterbot den bestehenden Rekord damit deutlich. Strasser wurde auf seiner Reise zwischen Prudhoe Bay und Ushuaia, die ihn durch insgesamt 14 Länder führte, von zwei Begleitfahrzeugen mit je zwei Betreuern unterstützt. Wie auch in Afrika setzte er großen Wert auf Glaubwürdigkeit und bot auf seiner Website die Möglichkeit eines Live-Trackings. Nebenbei absolvierte Strasser von allen Nutzern des sozialen Netzwerks Strava in den Monaten August und September jeweils die meisten Kilometer weltweit.
Auf der Website des Red Bulletin berichtete Strasser in Blog-Form täglich über seine Erfahrungen.
Die im Rahmen des Projekts eingenommenen Spenden in Höhe von 35.000 Euro kamen erneut Racing4Charity zugute und unterstützten die ALS- und ME/CFS-Forschung. Dafür wurde Strasser im Rahmen der Wahl zu Österreichs Sportler des Jahres 2018 als „Sportler mit Herz“ geehrt.
Anfang Juli 2024 bestieg Strasser innerhalb von sieben Tagen, zehn Stunden und 56 Minuten die höchsten Gipfel von sieben Alpenländern (mit der Ausnahme von Monaco). Die 1400 Kilometer und 34.000 Höhenmeter umfassende Strecke zwischen Mont Blanc, Gran Paradiso, Dufourspitze, Grauspitz, Zugspitze, Großglockner und Triglav legte er ohne technische Unterstützung ausschließlich mit dem Rennrad und zu Fuß zurück.

## Erfolge
Die Liste enthält eine Auswahl der wichtigsten Erfolge von Michael Strasser.
2013
- Durchquerung Russlands (Race Across Russia, Moskau – Wladiwostok): Weltrekord (9208 km in 13 Tagen, 2 Std. und 59 Min., im Team mit Andreas Sachs, Robert Lang und Walter Zelenka)

2014
- Balatonman (Triathlon über die Ironman-Distanz): 1. Platz

2015
- Austria-Extreme-Triathlon (3,8/188/44 km + 5800 Hm): 1. Platz
- Social-Man-Extreme Triathlon (5/185/25 + 4900 Hm): 3. Platz

2016
- Durchquerung Afrikas (Cairo2Cape, Kairo – Kapstadt): Weltrekord (10.665 km in 34 Tagen, 11 Std. und 10 Min.)
  - außerdem Coast2Coast (Alexandria – Kap der Guten Hoffnung): 10.940 km in 36 Tagen[8]

2017
- Austria-Extreme-Triathlon (3,8/188/44 km + 5800 Hm): 1. Platz
- Social-Man-Extreme Triathlon (5/185/25 + 4900 Hm): 3. Platz

2018
- Durchquerung Amerikas (Ice2Ice, Prudhoe Bay – Ushuaia): Weltrekord (22.642 km in 84 Tagen, 11 Std. und 50 Min.)[13]

## Auszeichnungen
- 2018 und 2023: „Sportler mit Herz“ bei der Wahl zu Österreichs Sportler des Jahres